# Memphis anassa
Memphis annasa
Espèce
Memphis annassa est une espèce d'insectes lépidoptères (papillons) de la famille des Nymphalidae, de la sous-famille des Charaxinae et du genre Memphis.

## Dénomination
Memphis annassa a été décrit par Cajetan Freiherr von Felder et Rudolf Felder en 1862 sous le nom initial de Nymphalis annasa.

## Description
Memphis annassa est un papillon d'une envergure de 55 mm à 60 mm, aux ailes antérieures à apex pointu, au bord externe concave près de l'apex, angle interne en crochet et bord interne très concave.
Le dessus est presque noir avec une bordure bleu métallisé, submarginale aux ailes antérieures, marginale aux ailes postérieures.
Le revers est beige suffusé d'argenté et simule une feuille morte.

## Écologie et distribution
Memphis annassa est présent en Colombie, en Équateur, au Brésil et au Pérou,.

### Protection
Pas de statut de protection particulier.